# Palazzo Pazzi

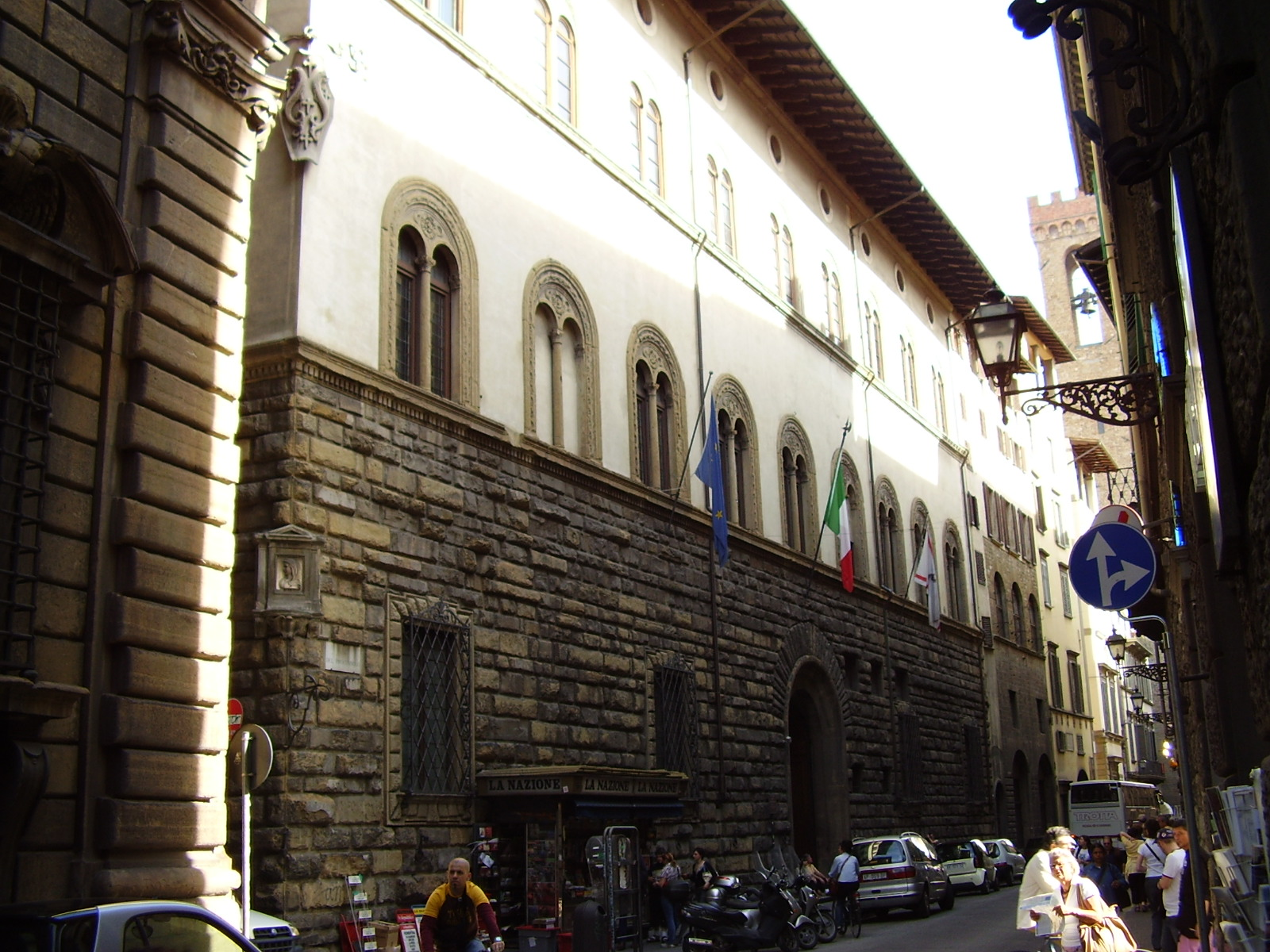
Fachada do Palazzo Pazzi.

O Palazzo Pazzi, também chamado de Palazzo della Congiura ou Palazzo Pazzi-Quaratesi, é um palácio de Florença situado na Via del Proconsolo, sendo um dos melhores exemplos da arquitectura civil renascentista na cidade.

## História

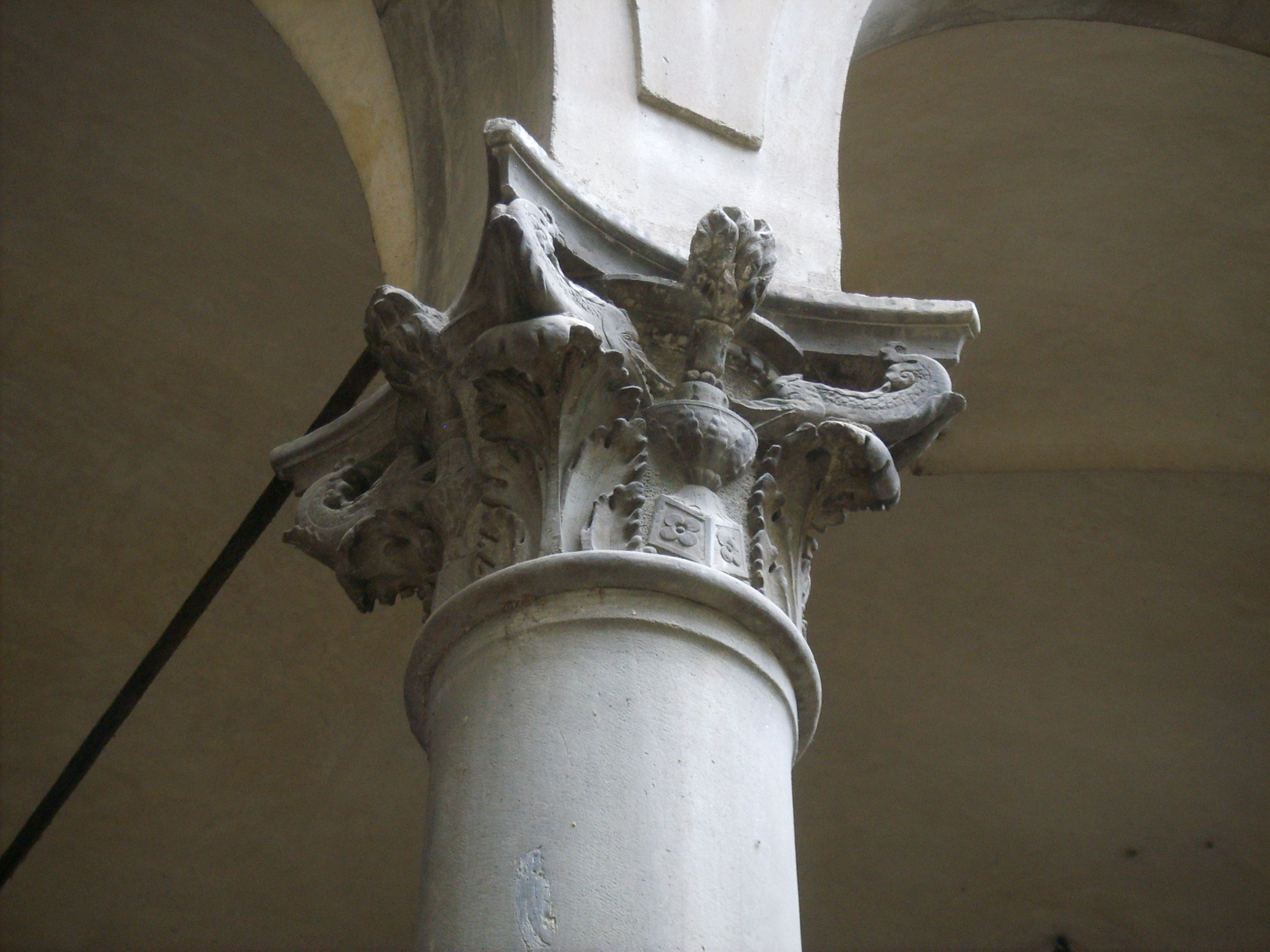
Capitel com golfinhos e o fogo sagrado.

O nome mais provável como arquitecto do palácio é o de Giuliano da Maiano, que aqui trabalhou entre 1458 e 1469, mas falta quem sustente uma participação no projecto de Filippo Brunelleschi, autor da Cappella Pazzi para a mesma família, ou de Michelozzo. Parece mais provável que seja uma ideia de Brunelleschi levada avante por Giuliano da Maiano, o mesmo arquitecto que terminou a capela em Santa Croce e que, para a mesma família, criou a Villa La Loggia.
Foi Jacopo de Pazzi quem desejou erguer o palácio no lugar de algumas casas pertencentes à família. A construção de tão grande edifício fo, provavelmente, um dos elementos de rivalidade e confronto entre as riquíssimas famílias Médici e Pazzi. O palácio também é conhecido, de facto, como della Congiura ("da Conspiração"), uma vez que a família que aqui residia foi responsável pela chamada Congiura dei Pazzi, uma conspiração que levou ao assassinato, durante a missa em Santa Maria del Fiore, de Juliano de Médici e ao ferimento do seu irmão, Lourenço o Magnífico. Os responsáveis pelo episódio foram enforcados pouco depois pela multidão florentina enfurecida e, inicialmente, toda a família Pazzi foi exilada e viu os seus bens confiscados.

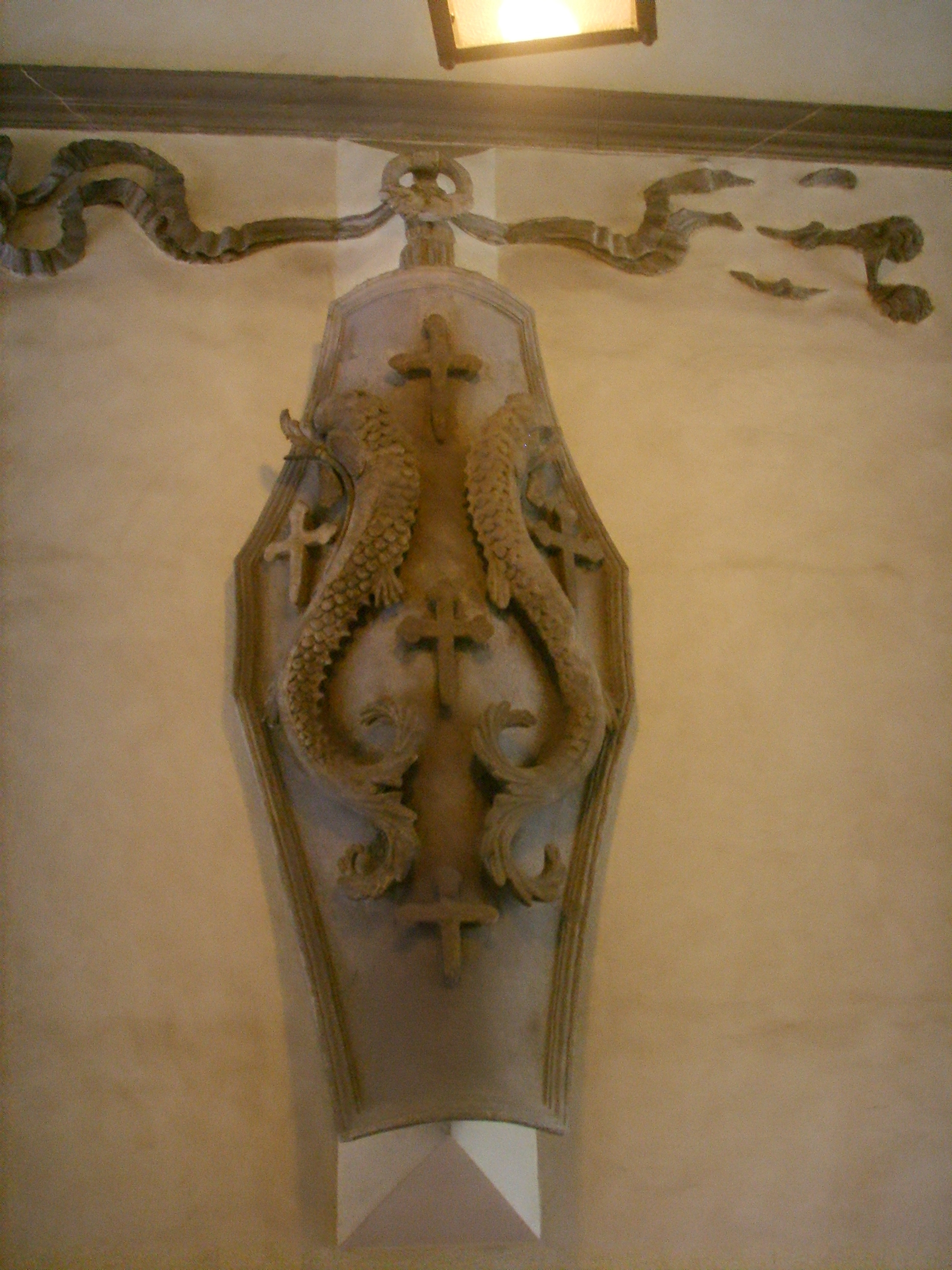
O brasão atribuído a Donatello.

O palácio foi concedido, então, ao francês d'Estonville. Mais tarde, foi dado em dote a Madalena, filha de Lourenço de Médici, por ocasião do seu matrimónio com Franceschetto Cybo, celebrado no dia 25 de Fevereiro de 1487 em Roma, no Vaticano. 
O seu filho, Lorenzo Cybo, casou com Ricciarda I Malaspina, Marquesa de Massa, e deles derivou a família Cybo Malaspina. Naquela época, o palácio tornou-se conhecido como Palazzo delle Marchesane di Massa (Palácio dos Marqueses de Massa), e era famoso em toda a cidade pela vida mundana que os seus proprietários costumavam levar. A mesma Ricciarda chegou mesmo a ter uma relação amorosa com o controverso Duque Alexandre de Médici.
Em 1593, o edifício passou para os Strozzi, que o mantiveram na sua posse até 1796, quando passou a pertencer aos Quaratesi. Em 1843 mudou novamente de mãos, sendo adquirido por Ferdinando de Rast, rico cidadão alemão, que depois de ter visitado Florença durante uma viagem se encantou com o palácio, elegendo-o como sua residência definitiva. Depois do seu falecimento, deixou definido que o palácio seria cedido a um instituto religioso de Coburgo. No período em que Florença foi capital do Reino de Itália (1865-1871), acolheu a loja maçónica do Grande Oriente de Itália.
Em 1913 foi comprado pelo Banco de Florença, o qual o mandou restaurar por obra do arquitecto Adolfo Coppedè. Naquele períoco foi montada uma cobertura do pátio com ferro e vidros coloridos, mais tarde removida.
A passagem para o actual proprietário, a sede da Inps florentina, remonta a 1931. No pós-guerra foi objecto de importantes restauros restituiram o aspecto quatrocentista ao complexo, desejado pelo superintendentes Guido Morozzi e Ugo Procacci.

## Arquitectura

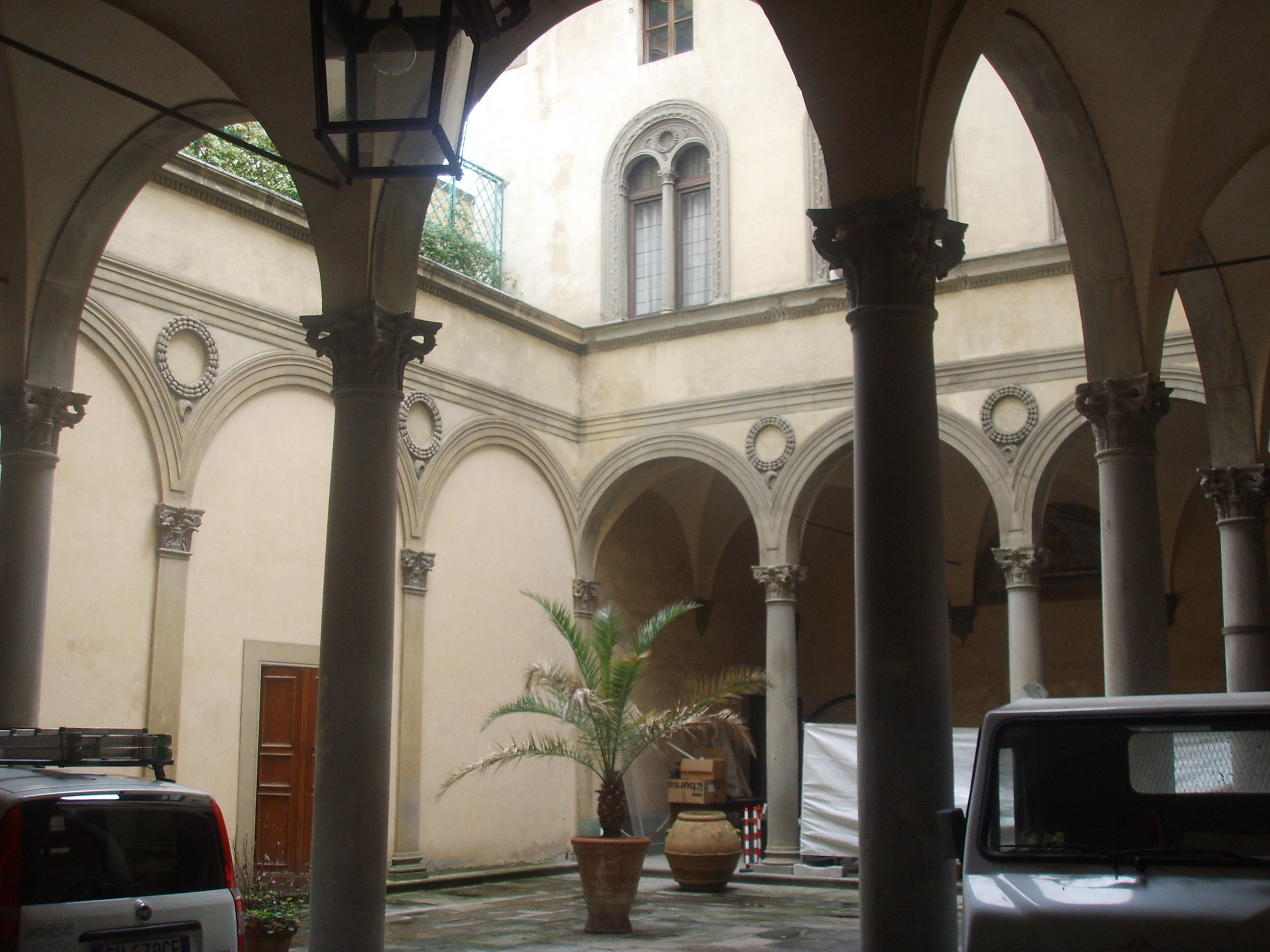
O pátio interno.

O Marquês Leonardo Ginori Lisci, num seu célebre estudo, enumerava os sete palácios mais belos de Florença, na realidade, protegendo sobretudo o período renascentista áureo da cidade. Segundo ele, esses palácios eram o Palazzo Medici-Riccardi, o Palazzo Rucellai, o Palazzo Pitti, o Palazzo Strozzi, o Palazzo Antinori, o Palazzo Gondi e, também, o Palazzo Pazzi.
O palácio corresponde perfeitamente aos cânones impostos pela De re aedificatoria, a obra de Leon Battista Alberti, conciliando fachadas "ornadas delicada e elegantemente mais que soberbamente".
A fachada é dominada pelo contraste entre o colmeado rústico do piso térreo e o reboco branco dos dois andares superiores, embelezados por elegantes janelas bíforas sublinhadas por cornijas marca-piso dentilhadas. Pode acontecer que, originalmente, o reboco fosse pintado com grafittos ou com um colmeado fingido; De qualquer forma, a escolha do estuque era muito original no século XV, e aligeirava a austeridade da fachada. As janelas apresentam refinados elementos decorativos, como rebentos e elementos vegetais na cornija, colunas coríntias e o brasão da empresa familiar, as três meias-luas, antigo brasão familiar que mostra as origens fiesolanas da família (semelhante, por exemplo, ao dos Strozzi) e que foi, mais tarde, "reciclado" como símbolo de velas enfunadas ao vento. A faixa mais alta é decorada por óculos sob o beiral saliente.

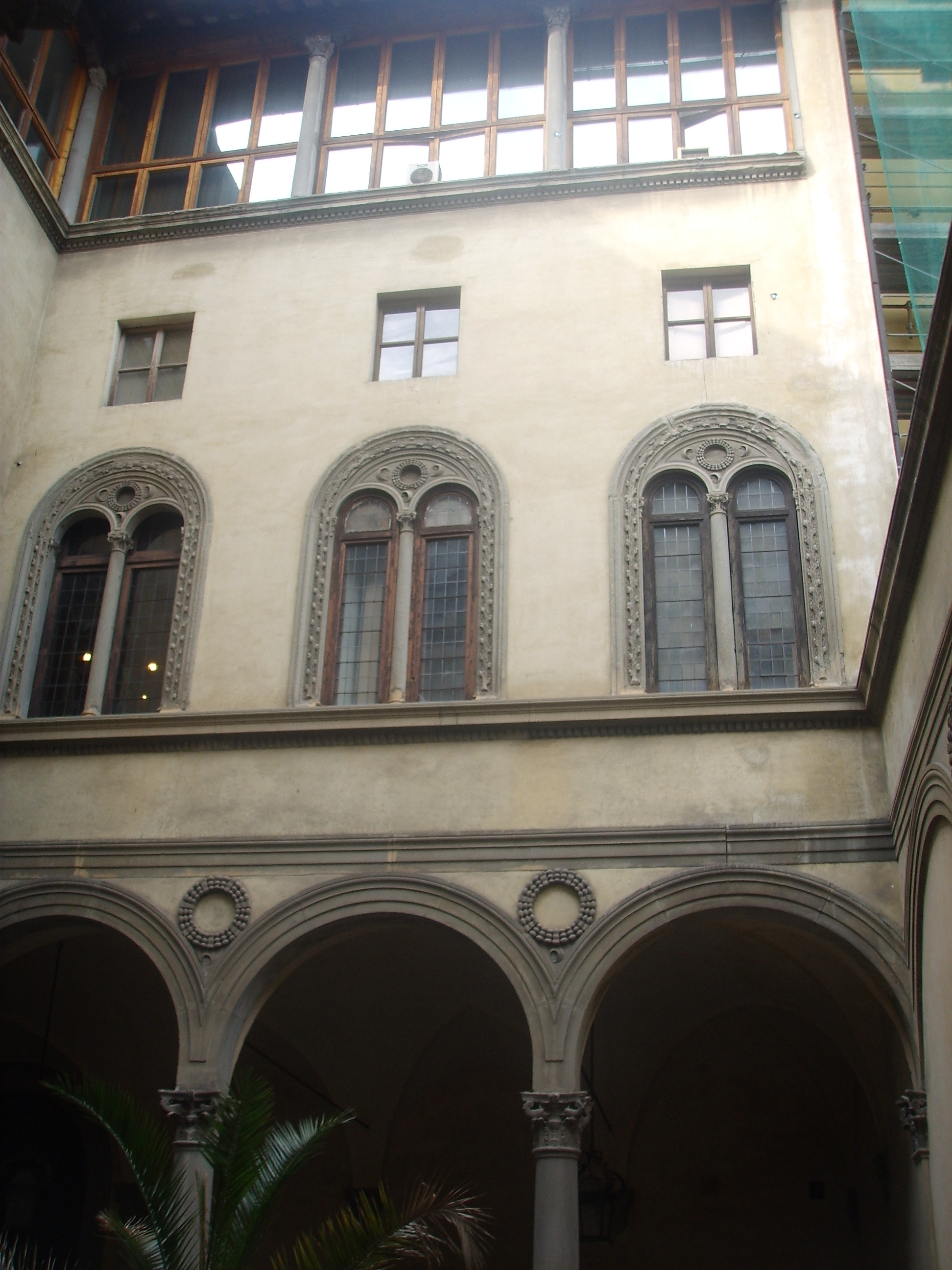
Janelas no pátio interno.

No átrio, encontra-se um brasão com dois golfinhos simétricos virados para fora atribuido a Donatello. Remonta, de facto, ao início do século XV e encontrava-se no alto do antigo Giardino dei Pazzi (Jardim dos Pazzi), na Via dell'Oriuolo, no lugar actualmente ocupado pelo Palazzo della Banca d'Italia; mais tarde, foi colocado na esquina deste palácio e só recentemente restaurado e instalado, por razões de conservação, no átrio. 
O pátio possui uma arcada com três arcos em três dos lados e é um dos mais refinados de Florença, semelhante aos dos Palazzo Medici ou Palazzo Strozzi, mas com um ritmo mais leve, ligeiro. Os capitéis das colunas, que suportam os nove elegantes arcos renascentistas, estão decorados com golfinhos (como o brasão) e pequenos vasos contendo o "fogo sagrado" ("fuoco sacro"), ou seja, o fogo que brota das pedras focaie trazidas da Terra Santa por Pazzino de Pazzi depois da Primeira Cruzada, que são usadas até hoje para dar iniciar ao tradicional Scoppio del Carro.
A escadaria para os andares superiores inicia-se agora no átrio de entrada, mas originalmente encontrava-se no pátio. No primeiro andar encontra-se uma bússola monumental de eclético estilo oitocentista.
A sala voltada para o jardim possui um notável tecto com caixotões e ao longo das paredes está instalado um afresco algo deteriorado com Pazzino de Pazzi junto ao muro de Jerusalém; estão aqui presentes, também, duas telas com motivos religiosos: A Última Ceia e A Lavagem dos Pés.
Um pequeno ambiente neste andar, talvez a antiga capela, possui uma abóbada de berço coberta por afrescos no estilo de Bernardino Poccetti e um pavimento com placas geométricas em mármore. Numa sala vizinha, o tecto é decorado por um afresco com a Alegoria das Quatro Estações.
O segundo andar apresenta uma interessante sala chamada de La Pompeiana (A Pompeiana), devido aos grotescos que decoram o seu tecto. Daqui acede-se à altana, a galeria aberta no alto do palácio, de onde se pode desfrutar um sugestivo panorama de Florença.